# DJ Kay Slay
Keith Grayson (Nova York, 14 de agosto de 1966 – 17 de abril de 2022), mais conhecido pelo seu nome artístico DJ Kay Slay, é um DJ e Produtor musical de hip hop americano.
Ele já lançou quatro álbuns de estúdio, o primeiro álbum intitulado é (The Streetsweeper) foi lançado no dia 20 de Março de 2003. Em 17 de abril de 2022, faleceu após complicações da COVID-19.

## Discografia

### Carreira solo
- 2003 – The Streetsweeper, Vol. 1
- 2004 – The Streetsweeper, Vol. 2
- 2010 – More Than Just a DJ
- 2016 – Rhyme or Die